# Moraea schimperi
Moraea schimperi är en irisväxtart som först beskrevs av Ferdinand von Hochstetter, och fick sitt nu gällande namn av Rodolfo Emilio Giuseppe Pichi Sermolli. Moraea schimperi ingår i släktet Moraea och familjen irisväxter. Inga underarter finns listade i Catalogue of Life.